# Samantha Mugatsia
Samantha Mugatsia   (Nairobi, 1992) és una actriu kenyana.

## Biografia
Mugatsia va néixer l'any 1992, filla de Grace Gitau. Va créixer a Nairobi i va servir com a bateria de la banda The Yellow Machine. També van fer alguns treballs de modelatge.
Mugatsia va estudiar dret a la Universitat Catòlica de l'Àfrica Oriental, però va deixar els seus estudis en suspens per començar la seva carrera d'actriu. El novembre de 2016, assistia a un pop-in d'artistes quan li van presentar la directora de cinema Wanuri Kahiu, que li va dir que estava escrivint un guió i que volia que Mugatsia el veiés. Tot i que mai havia actuat, Mugatsia va acceptar el paper.
El 2018, Mugatsia va interpretar Kena Mwaura, una de les dues personatges principals, a Rafiki de Kahiu. La història està basada en la novel·la Jambula Tree de l'escriptora ugandesa Monica Arac de Nyeko, i detalla l'amor que es desenvolupa entre dues dones joves on l'homosexualitat està prohibida. Per tal de preparar-se per al paper, Mugatsia va prendre diversos mesos de lliçons d'actuació i va practicar utilitzant exercicis miralls i vivint mentalment en el personatge. La pel·lícula va ser prohibida a Kenya, on l'homosexualitat és il·legal. Rafiki es va convertir en la primera pel·lícula kenyana que es va projectar al Festival de Cannes. Ann Hornaday de The Washington Post va qualificar l'actuació de Mugatsia de «tranquil·lament vigilant».
Mugatsia va guanyar el premi a la millor actriu al festival FESPACO 2019 a Ouagadougou (Burkina Faso) per la seva interpretació de Kena. La prohibició de la pel·lícula es va aixecar breument després que Kahiu presentés una demanda, per tal de ser projectada a Kenya per ser elegible per als Premis de l'Acadèmia.
Mugatsia s'identifica com a espiritual. S'han negat a comentar la seva pròpia sexualitat, però ès solidària amb la comunitat LGBT.

## Filmografia
- 2018: Rafiki, com a Kena Mwaura.
- 2018: L'invité.